# نیلس فردبور
نیلس فردبور (دانمارکی: Niels Fredborg؛ زادهٔ ۲۸ اکتبر ۱۹۴۶) ورزشکار دوچرخه‌سواری پیست اهل دانمارک است.
وی در مسابقات کشوری و بین‌المللی در مجموع برندهٔ ۴ مدال طلا، ۲ مدال نقره، ۲ مدال برنز شده‌است.